# Ушкунь
Ушку́нь (рос. Ушкунь) — селище у складі Акбулацького району Оренбурзької області, Росія.
Стара назва — Талдисай.

## Населення
Населення — 51 особа (2010; 117 у 2002).
Національний склад (станом на 2002 рік):
- казахи — 95 %